# 30° Couleur
Pour plus de détails, voir Fiche technique et Distribution.
30° Couleur est un film français réalisé par Lucien Jean-Baptiste et Philippe Larue, sorti en 2012.

## Synopsis
```
Patrick est un homme rigoureux et borné. Élève brillant aux Antilles, sa mère l’a envoyé à l’âge de dix ans pour faire ses études en « France ». 30 ans plus tard, il est devenu un historien réputé et fier. Coupé de sa famille et de ses traditions, il s’est intégré au point d’en avoir oublié ses racines… Un noir devenu « blanc à l’intérieur »… Apprenant que sa mère est sur le point de mourir, il part en urgence pour la 
Martinique
, avec sa fille unique, et y débarque en plein carnaval.
```

Durant trois jours, accompagné de son ami d’enfance, l’irrésistible Zamba, il va être emporté dans un tourbillon de folie, d’émotion, d’humour et de situations 
rocambolesques. Un voyage initiatique rythmé par l’ambiance et les couleurs du carnaval. Trois jours qui vont changer sa vie. »

## Fiche technique
- Titre original : 30° Couleur
- Réalisation : Lucien Jean-Baptiste et Philippe Larue
- Scénario : Lucien Jean-Baptiste et Philippe Larue
- Décors : Jean-Michel Simonet
- Costumes : Laurence Benoit
- Photographie : Renaud Chassaing
- Son : Dominique Lacour
- Montage : Béatrice Herminie
- Musique : Klaus Badelt
- Production déléguée : Nicolas Duval-Adassovsky
- Production associée : Dominique Boutonnat
- Production étrangère : Geneviève Lemal
- Production : Nicolas Duval, Yann Zenou, Laurent Zeitoun
  - Coproduction : Genevieve Lemal
  - Production associée : Dominique Boutonnat, Arnaud Bertrand, Hubert Caillard
- Sociétés de production : 
  -  BBDA Quad Productions, France 2 Cinéma, Mars films, Chaocorp, en association avec la SOFICA Cinémage 5
  -  Scope Pictures
- Société de distribution : Mars Distribution
- Budget : 8 300 000 euros[2]
- Pays de production :  France
- Langue originale : français, créole
- Format : couleur  — 35 mm — 2,35:1 — son Dolby numérique
- Genre : comédie
- Durée : 92 minutes
- Box office France : 138 861 entrées
- Date de sortie : France : 14 mars 2012

## Distribution
- Lucien Jean-Baptiste : Patrick
- Édouard Montoute : Zamba
- Marie-Sohna Conde : Evelyne
- Magaly Berdy : Gisèle
- Loreyna Colombo : Alice
- Josias Lechertier : Célinor
- Marilou Perian Gizolme : Ti Marie
- José Dalmat : Alain
- Rossy de Palma : Bianca
- Yannick Verres : Georges
- Gunther Germain : René
- Nicolas Guillot : Yann
- Armelle Yons : La maquilleuse
- Philippe Larue : La voix du réalisateur
- Yannig Samot : Rachid
- Nancy Tate : La mère d'Alice
- Pauline Burtin : Une copine d'Alice
- Antonine Chaumeil : Une copine d'Alice
- Margaux Jouanin : Une copine d'Alice
- Alexandra Labreuil : Une copine d'Alice
- Joby Valente : une mère
- Jean-Noël Marajo : un passager
- Ludivine Rétory : la femme de chambre
- Sara Mortensen : l'universitaire blonde

## Accueil
« Même si cette comédie de Lucien Jean-Baptiste et Philippe Larue évite – plus ou moins – les clichés touristiques sur les Antilles, on s'ennuie gentiment : le retour aux sources et aux « vraies » valeurs familiales reste trop prévisible. »

— Cécile Mury, Télérama, 14 mars 2012

« Hormis quelques bonnes choses (les images du carnaval de Fort-de-France), tout cela demeure franchement brinquebalant – l’interprétation, surtout. Franchement, on était en droit d’attendre mieux du réalisateur de « la Première Etoile » »

— Guillaume Loison, Le Nouvel Observateur, 13 mars 2012

« Entre humour, jubilation, émotion et gravité, ce film porte un regard sensible sur la question des préjugés communautaires et des racines culturelles. Dommage que le scénario s'égare un peu dans des séquences carnavalesques assez anecdotiques. »

— Le Parisien, 14 mars 2012